# فرهنگ در فیلیپین

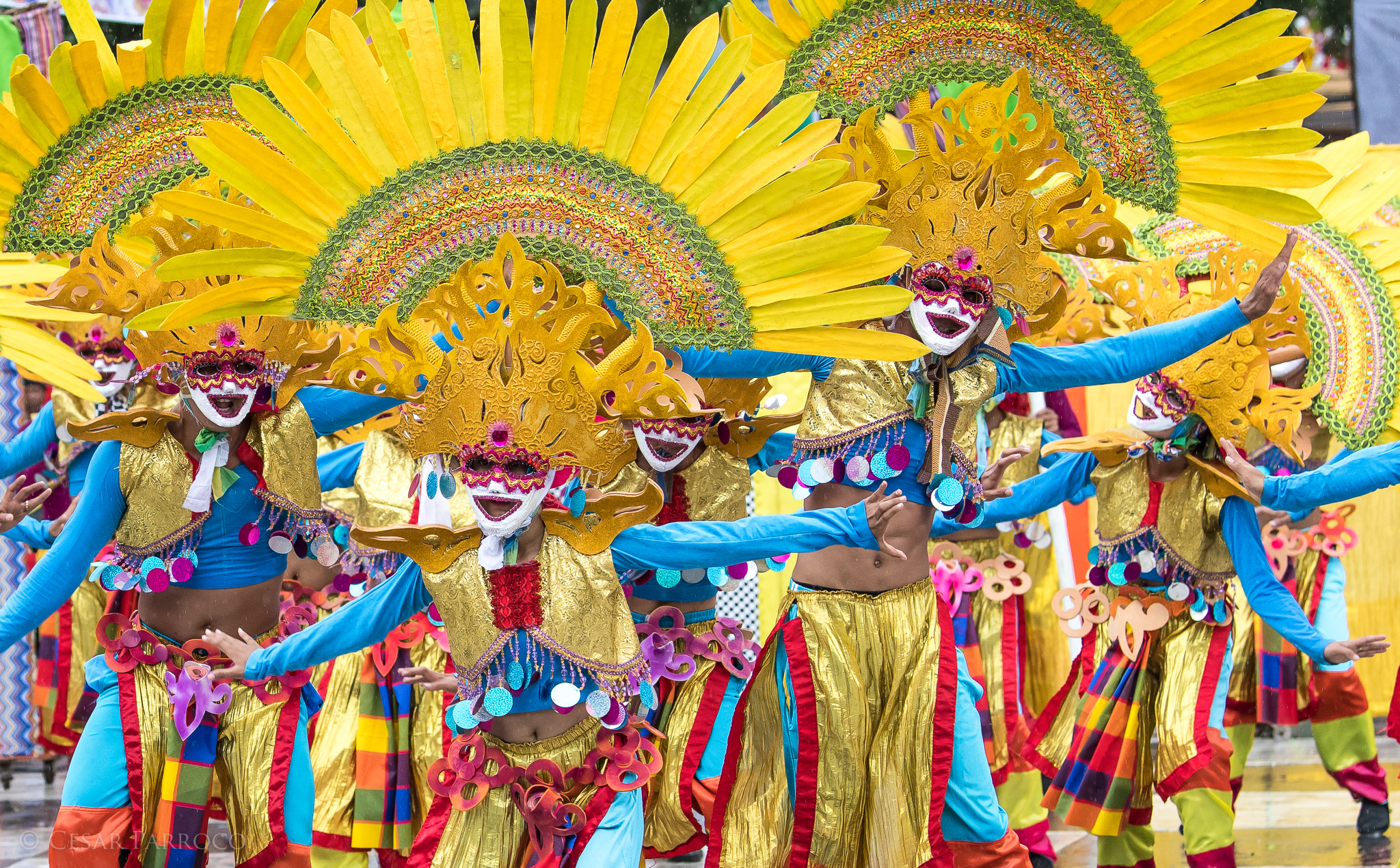
جشنواره ماسکارا باکلود.

فرهنگ فیلیپینی ترکیبی از فرهنگ‌های شرق و غرب است. هویت فیلیپینی در درجه اول در نتیجه فرهنگهای پیش از استعمار، تأثیرات استعماری و تاجران خارجی به هم می‌آمیزد و به تدریج در حال تکامل می‌شوند. در دوران قبل از استعمار، فیلیپین مجموعه ای ملت، جزایر و قبایل بود که توسط پادشاهان، اشراف، اداره می‌شد.
فیلیپین در سال‌های پیش از میلاد یکی از مراکز بازرگانی در منطقهٔ جنوب شرقی آسیا بود. نخستین اروپاییانی که به این جزایر آمدند، همراهان فردیناند ماژلان کاشف معروف بودند که در سال ۹۰۰ش ـ ۱۵۲۱م به همراه او این جزیره را کشف کرده و پای به این سرزمین نهادند.
نفوذ چینی‌ها از طریق تجارت، به ویژه توسط دودمان مینگ و سایر سلسله‌های اولیه از اوایل قرن نهم در سراسر آسیای جنوب شرقی آشکار شده‌است. آمیختگی نفوذ بومی، استعماری و خارجی در هنرها و سنت‌های تاریخی کشور بسیار مشهود است.
اولین مجمع الجزایر فیلیپین توسط نگریتوس مستقر شد. امروزه اگرچه تعداد آنها کم است، اما شیوه زندگی و فرهنگ بسیار سنتی در آنها حفظ شده‌است. پس از آنها، مردمان آسترونزیایی وارد مجمع الجزایر شدند. فرهنگ اتریزی در قومیت‌ها، زبان‌ها، آشپزی‌ها، موسیقی، رقص و تقریباً در همه ابعاد فرهنگ کاملاً مشهود است که به تجارت با سایر اتریزی‌ها، به ویژه در کشورهای همسایه در دریای جنوب شرقی آسیا مشغول تجارت بودند. آنها همچنین با سرزمین اصلی آسیای جنوب شرقی و همچنین ژاپن، چین، شبه قاره هند و عربستان تجارت می‌کردند. در نتیجه، برخی از این فرهنگ‌ها تأثیرات خود را بر فرهنگ فیلیپینی نشان دادند. این امر به تدریج با سیستم‌های اعتقادی بومی تکامل یافت و به آنیتیسم تبدیل شد که بیش از یک هزاره به مذهب غالب آنها تبدیل شد.

## معماری

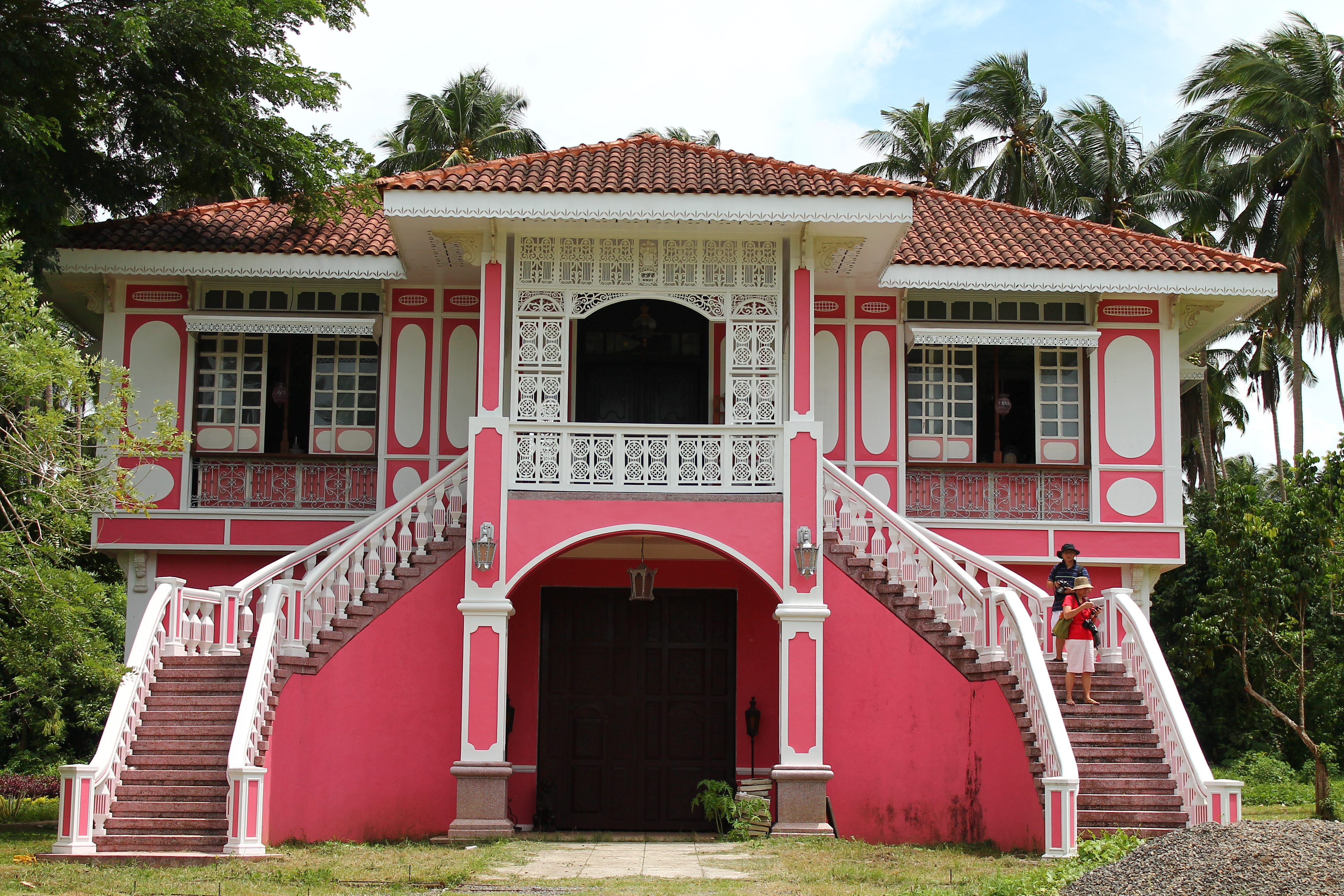
Bahay na bato یک خانه استعماری سنتی فیلیپینی است.

اسپانیایی‌ها به مدت ۳۳۳ سال به عنوان مستعمره امپراتوری اسپانیا، معماری استعماری اروپا را به فیلیپین معرفی کردند. معرفی مسیحیت کلیساها و معماری‌های اروپایی را به وجود آورد که بعداً مرکز اکثر شهرها و شهرهای کشور شد. اسپانیایی‌ها همچنین سنگ را به عنوان مصالح ساختمانی به مردم معرفی کردند و فیلیپینی‌ها آن را با معماری موجود خود ادغام کرده و یک معماری ترکیبی منحصر به فرد فیلیپین را به وجود آوردند. معماری استعماری فیلیپین هنوز هم می‌تواند در ساختمانهای قدیمی مانند کلیساهای باروک فیلیپینی، دیده شود. بهترین مجموعه معماری دوران استعمار اسپانیا را می‌توان در شهر دیواری اینتراوروس در مانیل و در شهر تاریخی ویگان یافت.